# Glaspalast
El Glaspalast (en español Palacio de cristal) fue un edificio expositivo de Múnich, Alemania. Ubicado dentro del recinto del antiguo Jardín botánico, fue construido para albergar la Primera Exposición Industrial General Alemana, celebrada en 1854. Este singular edificio de vidrio y hierro quedó destruido por un incendio en 1931.

## Historia

### Proyecto y construcción
Inspirado por The Crystal Palace inaugurado en Londres en 1851, el Glaspalast fue encargado por Maximiliano II de Baviera para albergar la Primera Exposición Industrial General Alemana (Erste Allgemeine Deutsche Industrieausstellung) de 1854. Originalmente estaba prevista su ubicación en Maximiliansplatz, aunque finalmente se optó por una área más cercana a la estación de tren, en el Jardín botánico (Alter Botanische Garten), cerca de la Karlsplatz. 
Diseñado por el arquitecto August von Voit, la construcción estuvo a cargo de MAN AG y tuvo un coste de 800 000 guldens. Las obras se prolongaron seis meses, del 31 de diciembre de 1853 al 7 de junio de 1854. La Exposición Industrial General Alemana abrió sus puertas cinco semanas más tarde.

### Usos posteriores y destrucción
Aunque una vez finalizada la muestra estaba previsto convertir el Palacio de cristal en invernadero, finalmente se mantuvo como recinto ferial. En 1882 albergó la primera Exposición Electrotécnica Internacional. A partir de 1889 se usaría esencialmente como recinto para exposiciones de arte. 
Al igual que otros palacios de cristal, como el londinense, el edificio fue destruido por un incendio provocado el 6 de junio de 1931. Con las llamas se perdieron también más de 3000 obras de arte, entre ellas varias pinturas de Caspar David Friedrich, Moritz von Schwind, Carl Blechen y Philipp Otto Runge.
Si bien se planteó al principio la reconstrucción del Glaspalast, el proyecto fue abandonado con el ascenso al poder del partido nazi, que prefirió construir un nuevo museo, el Haus der Deutschen Kunst, inaugurado en 1937. 
El único elemento preservado del antiguo palacio de vidrio es su fuente, que tras sobrevivir al incendio, actualmente se conserva en la Weißenburger Platz, en el barrio muniqués de Haidhausen.